# بخش کتیج
بخش کتیج یکی از بخش‌های شهرستان فنوج در استان سیستان و بلوچستان ایران است. مرکز این بخش، شهر کتیج است.

## جمعیت
براساس سرشماری مرکز آمار ایران در سال ۱۳۹۵، جمعیت این بخش ۱۳،۱۸۴ نفر (۳،۴۲۹ خانوار)بوده‌است.

## تقسیمات کشوری
- بخش کتیج
  - دهستان کتیج
  - دهستان محترم آباد

شهر: کتیج